# Valentina Babor

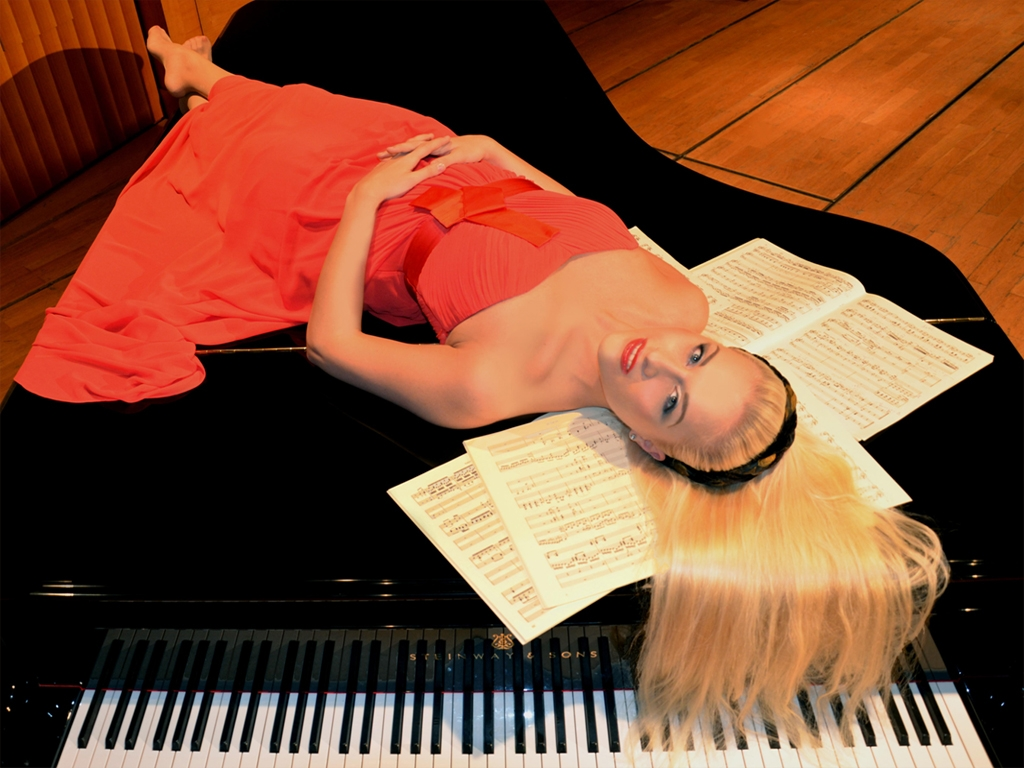

Valentina Babor (8 de julio de 1989) es una pianista clásica alemana. Empieza a actuar en público y gana concursos de interpretación de niña. A los 12 años fue aceptada por Karl-Heinz Kämmerling en el Mozarteum, donde formó parte de la iniciativa "Hochbegabten-Förderung", un programa para el alumnado altamente dotado. En 2009 tocó el Concierto para piano nº 2 de Rachmaninoff en concierto. 

## Carrera
Valentina Babor nació en Múnich en una familia artística. A la edad de cinco años empieza a tomar lecciones de piano, violín y voz. Gana la competición Jugend musiziert cuándo tenía seis años. La pianista rusa Ludmila Gourari fue su profesora de piano de los siete a los doce años, periodo en que actúa por Europa y gana competiciones de juventud internacionales. Asiste al Gymnasium Max-Josef-Stift, un centro escolar especializado en las artes. En 2002, fue aceptada en el Mozarteum en Salzburg como "Jungstudentin" por Karl-Heinz Kämmerling, quién también enseña en el Hochschule für Musik, Teatro und Medien de Hannover. Colaboró especialmente con la ayudante de Kämmerling, Vassilia Efstathiadou. Desde 2007 ha estudiado con Elisso Wirssaladze y Gerhard Oppitz en el Hochschule für Musik und Teatro München.
Actuó en el Gasteig en 2005, tocando el  Concierto de Piano nº 1 de Chopin con la Münchener Kammerorchester, conducido por Christoph Poppen. En 2008, Babor actuó en un recital en el Festival de Ushuaia interpretando obras de Beethoven, Prokófiev, Schubert y Ginastera, y el Concierto para piano nº 22, K. 482 de Mozart. En 2009, formando parte del proyecto Musik Werkstatt Jugend (taller de música de la juventud), tocó el Concierto para piano nº 2 de Rachmaninoff con el Ensemble Interculturel en conciertos en la Herkulessaal de Múnich y en Rouen. Tocó la obra de Franz Liszt Variaciones de la cantata BWV 12 de Bach en un concierto universitario en 2011. El 22 de octubre de 2011, fue la pianista en un concierto en el Gasteig concluyendo un festival para honrar el 200.º cumpleaños de Franz Liszt. El programa Homenaje a Liszt incluyó música de cámara de Liszt y de Graham Waterhouse, incluyendo el estreno de su obra Rhapsodie Macabre en el que Babor actuó como solista.

## Discografía
| Año  | Álbum          | Sello          |
| 2012 | Russian Soul   | Ars Produktion |
| 2013 | Piano Princess | Ars Produktion |